# Tömörd
Tömörd est un village et une commune du comitat de Vas en Hongrie.